# Grammy Awards de 2024
A 66.ª cerimônia anual do Grammy Awards (no original em inglês: 66th Annual Grammy Awards) foi realizada em 4 de fevereiro de 2024 na Crypto.com Arena, em Los Angeles, Califórnia, nos Estados Unidos. Reconheceu as melhores gravações, composições e artistas do ano de elegibilidade, de 1 de outubro de 2022 a 15 de setembro de 2023, conforme determinado pelos membros da Academia Nacional de Artes e Ciências da Gravação. O comediante sul-africano Trevor Noah apresentou a cerimônia pela quarta vez, após as edições de 2021, 2022 e 2023.
As indicações foram anunciadas em 10 de novembro de 2023; SZA recebeu o maior número de indicações com nove, seguida por Victoria Monét, Phoebe Bridgers e Serban Ghenea, com sete cada. A filha de 2 anos de Monét, Hazel, tornou-se a indicada mais jovem na história do Grammy Awards; ela participou da canção de sua mãe, "Hollywood", que foi indicada para Melhor Performance de R&B Tradicional. Bridgers foi a mais premiada da noite, vencendo quatro prêmios; ela venceu três com sua banda Boygenius e um com SZA. Taylor Swift venceu Álbum do Ano, tornando-se a primeira artista a ganhar o prêmio quatro vezes. Miley Cyrus venceu Gravação do Ano, Billie Eilish venceu Canção do Ano e Victoria Monét venceu Artista Revelação.

## Antecedentes
Para a cerimônia de 2024, a academia anunciou várias mudanças nas categorias e regras de elegibilidade:
- Três novas categorias – Melhor Performance de Música Africana, Melhor Álbum de Jazz Alternativo e Melhor Gravação de Dance Pop –  foram adicionadas.
- Duas categorias – Produtor do Ano, Não Clássico e Compositor do Ano, Não Clássico – foram transferidas para a o Campo Geral.
- O número de indicados para o "Big Four" (Álbum do Ano, Gravação do Ano, Canção do Ano e Artista Revelação) foi reduzido de dez para oito,
- Para se qualificar como indicado em um projeto indicado para Álbum do Ano, os artistas [principais], artistas convidados, compositores, produtores, engenheiros, mixadores e engenheiros de masterização creditados devem tocar em um total de 20% do tempo de duração de um álbum. Anteriormente, não havia nenhum nível mínimo de envolvimento exigido nos dois prêmios Grammy anteriores.
- A exigência de que um projeto inclua pelo menos 51% de material baseado em performance foi removida da categoria Melhor Filme Musical.
- Melhor Álbum de Música Mexicana Regional (incluindo Tejano) foi renomeado para Melhor Álbum de Música Mexicana (incluindo Tejano).
- Melhor Solo de Jazz Improvisado foi renomeado para Melhor Performance Solo de Jazz.

## Vencedores e indicados
As indicações foram anunciadas em 10 de novembro de 2023, em uma transmissão ao vivo por Arooj Aftab, Vince Gill e Amy Grant, Jimmy Jam, Jon Bon Jovi, Samara Joy, Muni Long, Cheryl Pawelski, Kim Petras, Judith Sherman, St. Vincent, Jeff Tweedy, "Weird Al" Yankovic, Gayle King, Nate Burleson, Tony Dokoupil e Harvey Mason Jr. SZA liderou as indicações em nove categorias, seguida por Phoebe Bridgers, Serban Ghenea e Victoria Monét com sete indicações cada, enquanto Jack Antonoff, Jon Batiste, Boygenius, Brandy Clark, Miley Cyrus, Billie Eilish, Olivia Rodrigo e Taylor Swift receberam seis indicações cada.

### Prêmios

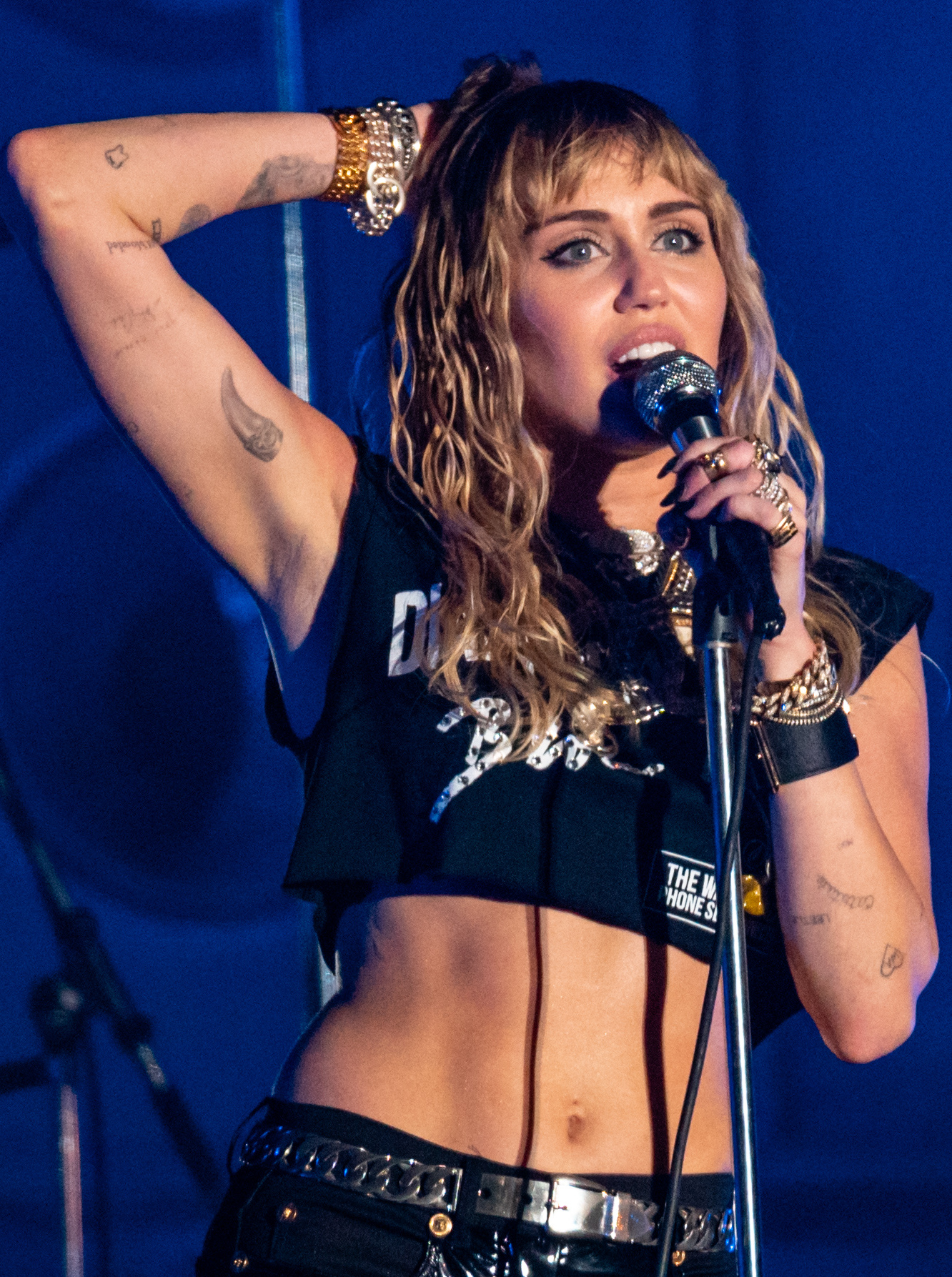
Miley Cyrus, vencedora de Gravação do Ano e Melhor Performance Solo de Pop.

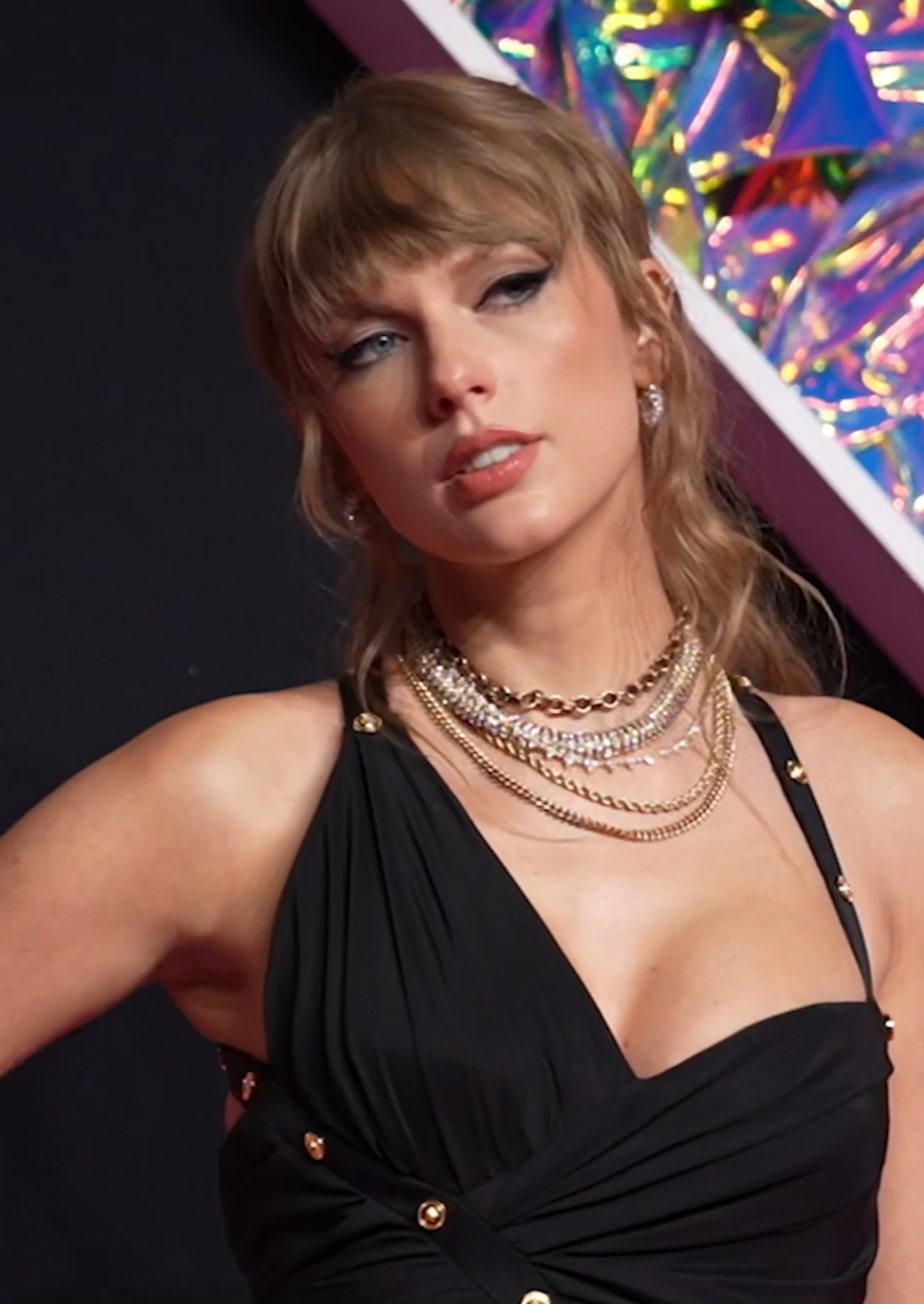
Taylor Swift, vencedora de Álbum do Ano e Melhor Álbum Vocal de Pop. Ela se tornou a primeira artista a ganhar Álbum do Ano quatro vezes.

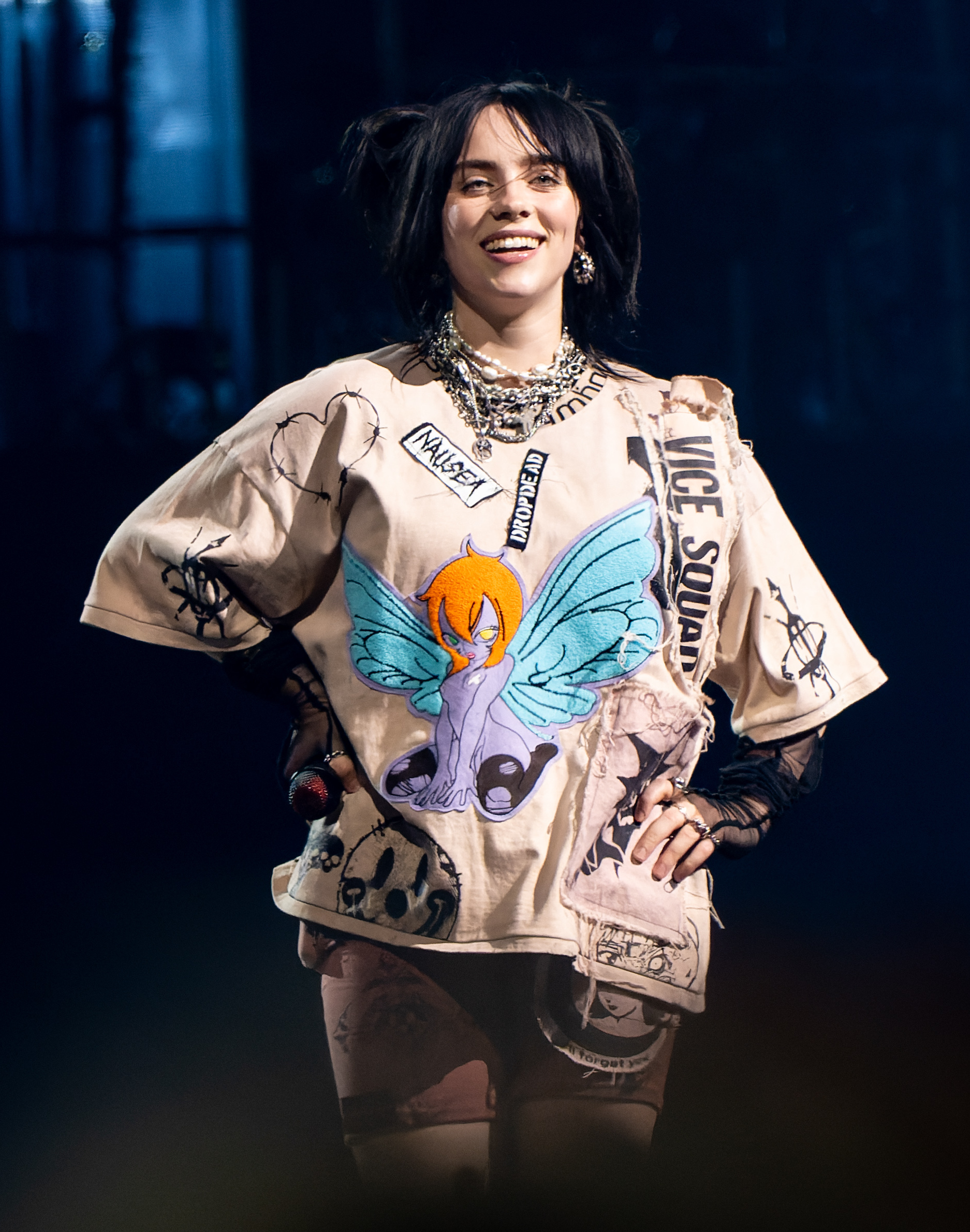
Billie Eilish, vencedora de Canção do Ano e Melhor Canção Escrita para Mídia Visual.

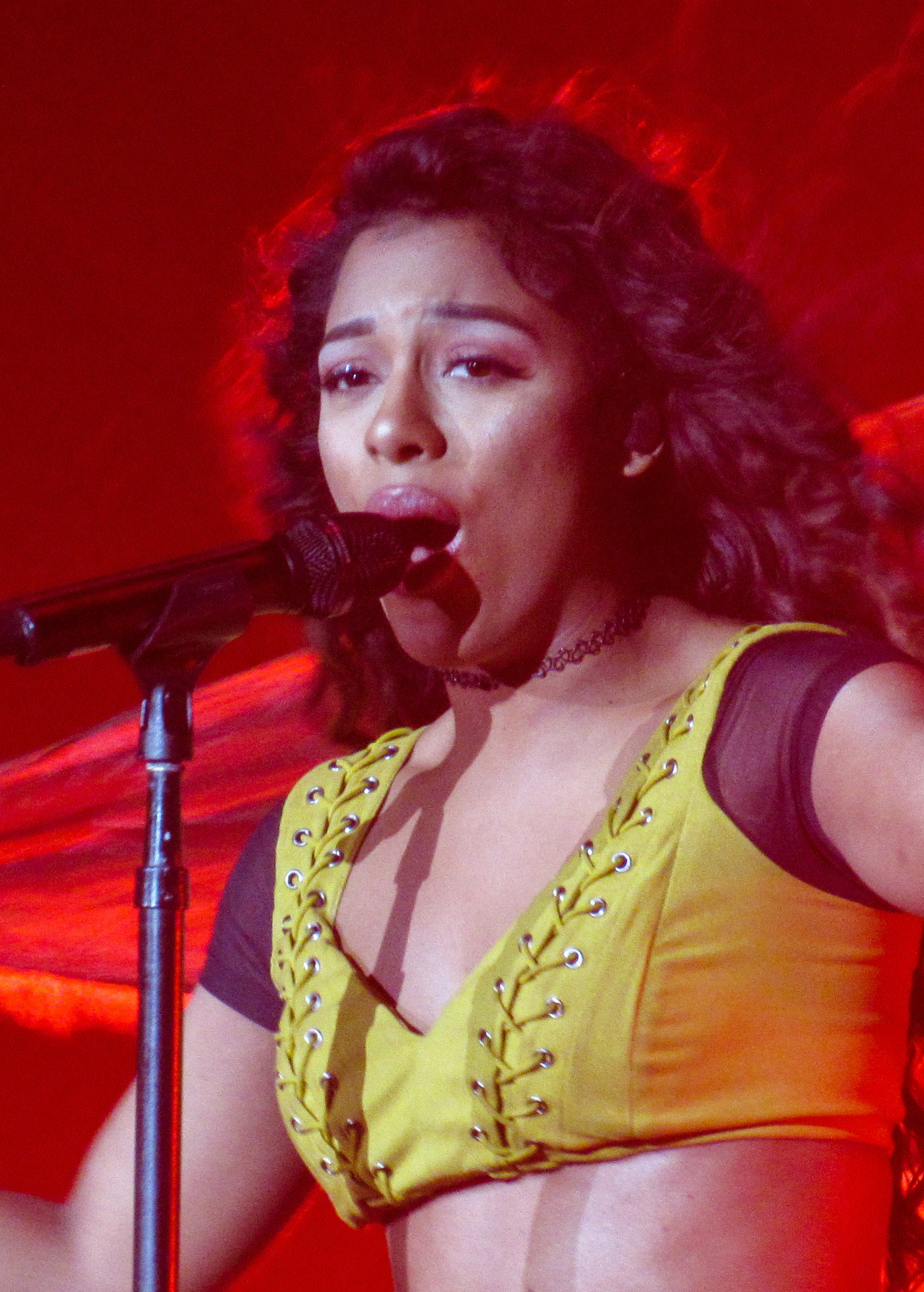
Victoria Monét, vencedora de Artista Revelação e Melhor Álbum de R&B.

Os vencedores estão listados em primeiro e destacados em negrito.

### Geral
| Gravação do Ano - "Flowers" – Miley Cyrus - "Worship" – Jon Batiste - "Not Strong Enough" – Boygenius - "What Was I Made For?" – Billie Eilish - "On My Mama" – Victoria Monét - "Vampire" – Olivia Rodrigo - "Anti-Hero" – Taylor Swift - "Kill Bill" – SZA | Álbum do Ano - Midnights – Taylor Swift - World Music Radio – Jon Batiste - The Record – Boygenius - Endless Summer Vacation – Miley Cyrus - Did You Know That There's a Tunnel Under Ocean Blvd – Lana Del Rey - The Age of Pleasure – Janelle Monáe - Guts – Olivia Rodrigo - SOS – SZA |
| Canção do Ano - "What Was I Made For?" – Billie Eilish - "Butterfly" – Jon Batiste - "Dance the Night" – Dua Lipa - "Anti-Hero" – Taylor Swift - "A&W" – Lana Del Rey - "Vampire" – Olivia Rodrigo - "Flowers" – Miley Cyrus - "Kill Bill" – SZA             | Artista Revelação - Victoria Monét - Gracie Abrams - Fred Again - Ice Spice - Jelly Roll - Coco Jones - Noah Kahan - The War and Treaty |
| Produtor do Ano, Não Clássico - Jack Antonoff - Dernst "D'Mile" Emile II - Hit-Boy - Metro Boomin - Daniel Nigro | Compositor do Ano, Não Clássico - Theron Thomas - Shane McAnally - Jessie Jo Dillon - Justin Tranter - Edgar Barrera |

### Música Pop e Dance/Eletrônica
| Melhor Performance Solo de Pop - "Flowers" – Miley Cyrus - "Paint the Town Red" – Doja Cat - "What Was I Made For?" – Billie Eilish - "Vampire" – Olivia Rodrigo - "Anti-Hero" – Taylor Swift                                                              | Melhor Performance de Grupo/Dupla Pop - "Ghost in the Machine" – SZA com part. de Phoebe Bridgers - "Candy Necklace" – Lana Del Rey com part. de Jon Batiste - "Karma" – Taylor Swift com part. de Ice Spice - "Thousand Miles" – Miley Cyrus com part. de Brandi Carlile - "Never Felt So Alone" – Labrinth com part. de Billie Eilish |
| Melhor Álbum Vocal de Pop - Midnights – Taylor Swift - Chemistry – Kelly Clarkson - Endless Summer Vacation – Miley Cyrus - Guts – Olivia Rodrigo - – – Ed Sheeran                                                                                         | Melhor Gravação Dance/Eletrônica - "Rumble" – Skrillex, Fred Again e Flowdan - "Blackbox Life Recorder 21F" – Aphex Twin - "Loading" – James Blake - "Higher Than Ever Before" – Disclosure - "Strong" – Romy e Fred Again |
| Melhor Gravação de Pop Dance - "Padam Padam" – Kylie Minogue - "Baby Don’t Hurt Me" – David Guetta, Anne-Marie e Coi Leray - "Miracle" – Calvin Harris com part. de Ellie Goulding - "One in a Million" – Bebe Rexha e David Guetta - "Rush" – Troye Sivan | Melhor Álbum Dance/Eletrônico - Actual Life 3 (January 1 - September 9 2022) – Fred Again - Playing Robots Into Heaven – James Blake - For That Beautiful Feeling – The Chemical Brothers - Kx5 – Kx5 - Quest for Fire – Skrillex |

### Rock, Metal e Música Alternativa
| Melhor Performance de Rock - "Not Strong Enough" – Boygenius - "Sculptures of Anything Goes" – Arctic Monkeys - "More Than a Love Song" – Black Pumas - "Rescued" – Foo Fighters - "Lux Æterna" – Metallica         | Melhor Performance de Metal - "72 Seasons" – Metallica - "Bad Man" – Disturbed - "Jaded" – Spiritbox - "Hive Mind" – Slipknot - "Phantom of the Opera" – Ghost                                                                    |
| Melhor Canção de Rock - "Not Strong Enough" – Boygenius - "Rescued" – Foo Fighters - "Angry" – The Rolling Stones - "Ballad of a Homeschooled Girl" – Olivia Rodrigo - "Emotion Sickness" – Queens of the Stone Age | Melhor Álbum de Rock - This Is Why – Paramore - 72 Seasons – Metallica - In Times New Roman... – Queens of the Stone Age - Starcatcher – Greta Van Fleet - But Here We Are – Foo Fighters                                         |
| Melhor Performance de Música Alternativa - "This Is Why" – Paramore - "Belinda Says" – Alvvays - "Body Paint" – Arctic Monkeys - "Cool About It" – Boygenius - "A&W" – Lana Del Rey                                 | Melhor Álbum de Música Alternativa - The Record – Boygenius - Did You Know That There's a Tunnel Under Ocean Blvd – Lana Del Rey - The Car – Arctic Monkeys - I Inside the Old Year Dying – PJ Harvey - Cracker Island – Gorillaz |

### R&B, Rap e Poesia Falada
| Melhor Performance de R&B - "ICU" – Coco Jones - "Summer Too Hot" – Chris Brown - "Back To Love" – Robert Glasper com part. de SiR e Alex Isley - "How Does It Make You Feel" – Victoria Monét - "Kill Bill" – SZA               | Melhor Performance de R&B Tradicional - "Good Morning" – PJ Morton gom part. de Susan Carol - "Lucky" – Kenyon Dixon - "Love Language" – SZA - "Simple" – Babyface com part. de Coco Jones - "Hollywood" – Victoria Monét com part. de Earth, Wind & Fire e Hazel Monét                                                   |
| Melhor Canção de R&B - "Snooze" – SZA - "Angel" – Halle Bailey - "Back to Love" – Robert Glasper com part. de SiR e Alex Isley - "ICU" – Coco Jones - "On My Mama" – Victoria Monét                                              | Melhor Álbum de R&B Progressivo - SOS – SZA - Since I Have a Lover – 6lack - The Love Album: Off the Grid – Diddy - Nova – Terrace Martin and James Fauntleroy - The Age of Pleasure – Janelle Monáe |
| Melhor Álbum de R&B - Jaguar II – Victoria Monét - Girls Night Out – Babyface - Clear 2: Soft Life (EP) – Summer Walker - Special Occasion – Emily King - What I Didn't Tell You (Deluxe) – Coco Jones                           | Melhor Performance de Rap - "Scientists & Engineers" – Killer Mike com part. de André 3000, Future e Eryn Allen Kane - 8– Baby Keem, Kendrick Lamar - "Love Letter" – Black Thought - "Rich Flex" – Drake e 21 Savage - ''Vultures Volume 1" - Kanye West, Ty Dolla $ign - "Players" – Coi Leray                          |
| Melhor Performance de Rap Melódico - "All My Life" – Lil Durk com part. de J. Cole - "Sittin' on Top of the World" – Burna Boy com part. de 21 Savage - "Attention" – Doja Cat - "Spin Bout U" – Drake e 21 Savage - "Low" – SZA | Melhor Canção de Rap - "Scientists & Engineers" – Killer Mike com part. de André 3000, Future e Eryn Allen Kane - "Attention" – Doja Cat - "Barbie World" – Nicki Minaj e Ice Spice com part. de Aqua - "Just Wanna Rock" – Lil Uzi Vert - "Rich Flex" – Drake e 21 Savage                                                |
| Melhor Álbum de Rap - Michael – Killer Mike - Her Loss – Drake e 21 Savage - Heroes e Villains – Metro Boomin - King's Disease III – Nas - Utopia – Travis Scott                                                                 | Melhor Álbum de Poesia Falada * The Light Inside – J. Ivy - - A-You're Not Wrong B-They're Not Either: The Fukc-It Pill Revisited – Queen Sheba - For Your Consideration'24 – The Album – Prentice Powell and Shawn William - Grocery Shopping with My Mother – Kevin Powell - When The Poems Do What They Do – Aja Monet |

### Jazz, Pop Tradicional, Instrumental Contemporâneo e Teatro Musical
| Melhor Performance de Jazz - "Tight" – Samara Joy - "Movement 18' (Heroes)" – Jon Batiste - "Basquiat" – Lakecia Benjamin - "Vulnerable (Live)" – Adam Blackstone featuring The Baylor Project e Russell Ferranté - "But Not For Me" – Fred Hersch e Esperanza Spalding                                                           | Melhor Álbum Vocal de Jazz - How Love Begins – Nicole Zuraitis - For Ella 2 – Patti Austin featuring Gordon Goodwin's Big Phat Band - Alive at the Village Vanguard – Fred Hersch e Esperanza Spalding - Lean In – Gretchen Parlato e Lionel Loueke - Mélusine – Cécile McLorin Salvant |
| Melhor Álbum Instrumental de Jazz - The Winds of Change – Billy Childs - The Source – Kenny Barron - Phoenix – Lakecia Benjamin - Legacy: The Instrumental Jawn – Adam Blackstone - Dream Box – Pat Metheny | Melhor Álbum em Grande Conjunto de Jazz - Basie Swings The Blues – The Count Basie Orchestra dirigido por Scotty Barnhart - The Chick Corea Symphony Tribute – Ritmo – ADDA Simfònica, Josep Vicent e Emilio Solla - Dynamic Maximum Tension – Darcy James Argue's Secret Society - Olympians – Vince Mendoza e Metropole Orkest - The Charles Mingus Centennial Sessions – Mingus Big Band |
| Melhor Álbum de Jazz Latino - El Arte del Bolero Vol. 2 – Miguel Zenón e Luis Perdomo - Quietude – Eliane Elias - My Heart Speaks – Ivan Lins com Tblisi Symphony Orchestra - Vox Humana – Bobby Sanabria Multiverse Big Band - Cometa – Luciana Souza & Trio Corrente                                                            | Melhor Álbum de Jazz Alternativo - The Omnichord Real Book – Meshell Ndegeocello - Love in Exile – Arooj Aftab, Vijay Iyer, Shahzad Ismaily - Quality Over Opinion – Louis Cole - SuperBlue: The Iridescent Spree – Kurt Elling, Charlie Hunter, SuperBlue - Live at the Piano – Cory Henry                                                                                                 |
| Melhor Álbum Vocal de Pop Tradicional - Bewitched – Laufey - To Steve with Love: Liz Callaway Celebrates Sondheim – Liz Callaway - Pieces of Treasure – Rickie Lee Jones - Holidays Around the World – Pentatonix - Only the Strong Survive – Bruce Springsteen - Sondheim Unplugged (The NYC Sessions), Vol. 3 – Vários artistas | Melhor Álbum Instrumental Contemporâneo - As We Speak – Béla Fleck, Zakir Hussain, Edgar Meyer featuring Rakesh Chaurasia - On Becoming – House of Waters - Jazz Hands – Bob James - The Layers – Julian Lage - All One – Ben Wendel |
| Melhor Álbum de Teatro Musical - Some Like It Hot – Original Broadway Cast - Kimberly Akimbo – Original Broadway Cast - Parade – 2023 Broadway Cast - Shucked – Original Broadway Cast - Sweeney Todd: The Demon Barber of Fleet Street – 2023 Broadway Cast                                                                      | |

### Country e Raízes Americanas
| Melhor Performance Solo de Country - "White Horse" – Chris Stapleton - "In Your Love" – Tyler Childers - "Buried" – Brandy Clark - "Fast Car" – Luke Combs - "The Last Thing on My Mind" – Dolly Parton | Melhor Performance de Dupla/Grupo Country - "I Remember Everything" – Zach Bryan com part. de Kacey Musgraves - "High Note" – Dierks Bentley com part. de Billy Strings - "Nobody's Nobody" – Brothers Osborne - "Kissing Your Picture (Is So Cold)" – Vince Gill e Paul Franklin - "Save Me" – Jelly Roll e Lainey Wilson - "We Don't Fight Anymore" – Carly Pearce com part. de Chris Stapleton |
| Melhor Canção Country - "White Horse" – Chris Stapleton - "Buried" – Brandy Clark - "I Remember Everything" – Zach Bryan e Kacey Musgraves - "In Your Love" – Tyler Childers - "Last Night" – Morgan Wallen | Melhor Álbum Country - Bell Bottom Country – Lainey Wilson - Rolling Up the Welcome Mat – Kelsea Ballerini - Brothers Osborne – Brothers Osborne - Zach Bryan – Zach Bryan - Rustin' in the Rain – Tyler Childers |
| Melhor Performance de Raízes Americanas - "Eve Was Black" – Allison Russell - "Butterfly" – Jon Batiste - "Heaven Help Us All" – The Blind Boys of Alabama - "Inventing the Wheel" – Madison Cunningham - "You Louisiana Man" – Rhiannon Giddens | Melhor Performance de Americana - "Dear Insecurity" – Brandy Clark com part. de Brandi Carlile - "The Returner" – Allison Russell - "Help Me Make It Through the Night" – Tyler Childers - "King of Oklahoma" – Jason Isbell and the 400 Unit - "Friendship" – The Blind Boys of Alabama |
| Melhor Canção de Raízes Americanas - "Cast Iron Skillet" – Jason Isbell e The 400 Unit - "Blank Page" – The War and Treaty - "California Sober" – Billy Strings com part. de Willie Nelson - "Dear Insecurity" – Brandy Clark com part. de Brandi Carlile - "The Returner" – Allison Russell | Melhor Álbum de Americana - Weathervanes – Jason Isbell and the 400 Unit - Brandy Clark – Brandy Clark - The Chicago Sessions – Rodney Crowell - You're the One – Rhiannon Giddens - The Returner – Allison Russell |
| Melhor Álbum de Bluegrass - City of Gold – Molly Tuttle e Golden Highway - Radio John: Songs of John Hartford – Sam Bush - Lovin' of the Game – Michael Cleveland - Mighty Poplar – Mighty Poplar - Bluegrass – Willie Nelson - Me/And/Dad – Billy Strings | Melhor Álbum de Blues Tradicional - All My Love for You – Bobby Rush - Ridin' – Eric Bibb - The Soul Side of Sipp – Mr. Sipp - Life Don't Miss Nobody – Tracy Nelson - Teardrops for Magic Slim Live at Rosa's Lounge – John Primer |
| Melhor Álbum de Blues Contemporâneo - Blood Harmony – Larkin Poe - Death Wish Blues – Samantha Fish e Jesse Dayton - Healing Time – Ruthie Foster - Live in London – Christone "Kingfish" Ingram - LaVette! – Bettye LaVette | Melhor Álbum de Folk - Joni Mitchell at Newport – Joni Mitchell - Traveling Wildfire – Dom Flemons - I Only See the Moon – The Milk Carton Kids - Celebrants – Nickel Creek - Jubilee – Old Crow Medicine Show - Seven Psalms – Paul Simon - Folkocracy – Rufus Wainwright |
| Melhor Álbum de Música de Raízes Regional - New Beginnings – Buckwheat Zydeco Jr. e The Legendary Ils Sont Partis Band (Empate) - Live: Orpheum Theater Nola – Lost Bayou Ramblers e Louisiana Philharmonic Orchestra (Empate) - Live at the 2023 New Orleans Jazz & Heritage Festival – Dwayne Dopsie e The Zydeco Hellraisers - Made in New Orleans – New Breed Brass Band - Too Much to Hold – New Orleans Nightcrawlers - Live at the Maple Leaf – The Rumble com part. de Chief Joseph Boudreaux Jr. | |

### Música Gospel e Cristã Contemporânea
| Melhor Performance/Canção Gospel - "All Things" – Kirk Franklin - "God Is Good" – Stanley Brown ft. Hezekiah Walker, Kierra Sheard & Karen Clark Sheard - "Feel Alright (Blessed)" – Erica Campbell - "Lord Do It For Me (Live)" – Zacardi Cortez - "God Is" – Melvin Crispell III                                              | Melhor Performance/Canção de Música Cristã Contemporânea - "Your Power" – Lecrae & Tasha Cobbs Leonard - "Believe" – Blessing Offor - "Firm Foundation (He Won't) [Live]" – Cody Carnes - "Thank God I Do" – Lauren Daigle - "Love Me Like I Am" – For King & Country feat. Jordin Sparks - "God Problems" – Maverick City Music, Chandler Moore & Naomi Raine |
| Melhor Álbum Gospel - All Things New: Live in Orlando – Tye Tribbett - I Love You – Erica Campbell - Hymns (Live) – Tasha Cobbs Leonard - The Maverick Way – Maverick City Music - My Truth – Jonathan McReynolds | Melhor Álbum de Música Cristã Contemporânea - Church Clothes 4 – Lecrae - My Tribe – Blessing Offor - Emanuel – Da' T.R.U.T.H. - Lauren Daigle – Lauren Daigle - I Believe – Phil Wickham |
| Melhor Álbum de Gospel Raiz - Echoes of the South – Blind Boys Of Alabama - Tribute to the King – The Blackwood Brothers Quartet - Songs That Pulled Me Through the Tough Times – Becky Isaacs Bowman - Meet Me At the Cross – Brian Free & Assurance - Shine: The Darker the Night the Brighter the Light – Gaither Vocal Band | |

### Música Latina, Global, Reggae e New Age, Ambient ou Chant
| Melhor Álbum de Pop Latino - X Mí (Vol. 1) – Gaby Moreno - La Cuarta Hoja – Pablo Alborán - Beautiful Humans, Vol. 1 – AleMor - A Ciegas – Paula Arenas - La Neta – Pedro Capó - Don Juan – Maluma | Melhor Álbum de Música Urbana - Mañana Será Bonito – Karol G - Saturno – Rauw Alejandro - Data – Tainy |
| Melhor Álbum de Rock Latino ou Música Alternativa - Vida Cotidiana – Juanes - De Todas Las Flores – Natalia Lafourcade - MARTÍNEZ – Cabra - Leche De Tigre – Diamante Elétrico - EADDA9223 – Fito Paez | Melhor Álbum de Música Regional Mexicana (incluindo Tejano) - Génesis – Peso Pluma - La Sánchez – Lila Downs - Motherflower – Flor De Toloache - Amor Como en Las Películas de Antes – Lupita Infante |
| Melhor Álbum Latino Tropical - Siembra: 45º Aniversario (En Vivo en el Coliseo de Puerto Rico, 14 de Mayo 2022) – Rubén Blades Con Roberto Delgado & Orquestra - Voy A Ti – Luiz Figueroa - Niche Sinfónico – Grupo Niche y Orquestra Sinfónica Nacional de Colombia - Vida – Omara Portuondo - MIMY & TONY – Tony Succar, Mimy Succar - Escalona Nunca Se Había Gravado Así – Carlos Vives | Melhor Performance de Música Global - "Pashto" – Béla Fleck, Edgar Meyer & Zakir Hussain feat. Rakesh Chaurasia - "Shadow Forces" – Arooj Aftab, Vijay Iyer & Shahzad Ismaily - "Alone" – Burna Boy - "Feel" – Davido - "Milagro Y Disastre" – Silvana Estrada - "Abundance in Millets" – Falu & Gaurav Shah (feat. PM Narendra Modi) - "Todo Colores" – Ibrahim Maalouf feat. Cimafunk & Tank And The Bangas |
| Melhor Performance de Música Africana - "Water" – Tyla - "Amapiano" – Asake e Olamide - "City Boys" – Burna Boy - "Unavailable" – Davido featuring Musa Keys - "Rush" – Ayra Starr | Melhor Álbum de Música Global - This Moment – Shakti - Epifanías – Susana Baca - History – Bokanté - I Told Them... – Burna Boy - Timeless – Davido |
| Melhor Álbum de Reggae - Colors of Royal – Julian Marley & Antaeus - Born for Greatness – Buju Banton - Simma – Beenie Man - Cali Roots Riddim 2023 – Collie Buddz - No Destroyer – Burning Spear | Melhor Álbum de New Age, Ambient ou Chant - So He Howls – Carla Patullo com Tonality And The Scorchio Quartet - Aquamarine – Kirsten Agresta-Copely - Moments of Beauty – Omar Akram - Some Kind Of Peace (Piano Reworks) – Ólafur Arnalds - Ocean Dreaming Ocean – David Darling & Hans Christian |

### Infantil, Comédia, Livro Falado, Mídia Visual e Vídeo/Filme Musical
| Melhor Álbum de Música Infantil - We Grow Together Preschool Songs – 123 Andrés - Ahhhhh – Andrew & Polly - Ancestars – Pierce Freelon & Nnenna Freelon - Hip Hope for Kids! – DJ Willy Wow! - Taste the Sky – Uncle Jumbo | Melhor Álbum de Comédia - What's In a Name? – Dave Chappelle - I Wish You Would – Trevor Noah - I'm an Entertainer – Wanda Sykes - Selective Outrage – Chris Rock - Someone You Love – Sarah Silverman |
| Melhor Álbum Falado (inclui Poesia, Audiobooks e Narrativa) - The Light We Carry: Overcoming in Uncertain Times – Michelle Obama - Big Tree – Meryl Streep - Boldly Go: Reflections on a Life of Awe and Wonder – William Shatner - The Creative Act: A Way of Being – Rick Rubin - It's Ok to Be Angry About Capitalism – Senator Bernie Sanders | Melhor Compilação de Trilha Sonora para Mídia Visual - Barbie: The Album – Vários artistas - Aurora – Daisy Jones & The Six - Black Panther: Wakanda Forever – Vários artistas - Guardians of the Galaxy, Vol. 3: Awesome Mix, Vol. 3 – Vários artistas - Weird: The Al Yankovic Story – "Weird Al" Yankovic                                                    |
| Melhor Trilha Sonora para Mídia Visual (Inclui Cinema e Televisão) - Oppenheimer – Ludwig Göransson - The Fabelmans – John Williams - Indiana Jones and the Dial of Destiny – John Williams - Black Panther: Wakanda Forever – Ludwig Göransson - Barbie – Mark Ronson e Andrew Wyatt                                                             | Melhor Trilha Sonora para Videogames e Outras Mídias Interativas - Star Wars Jedi: Survivor – Stephen Barton e Gordy Haab - Call of Duty: Modern Warfare II – Sarah Schachner - God of War Ragnarök – Bear McCreary - Hogwarts Legacy – Peter Murray, J Scott Rakozy and Chuck Myer - Stray Gods: The Roleplaying Musical – Jess Serro, Tripod e Austin Wintory |
| Melhor Canção Escrita para Mídia Visual - "What Was I Made For?" (de Barbie) – Billie Eilish - "Barbie World" (de Barbie) – Nicki Minaj e Ice Spice com part. de Aqua - "Dance the Night" (de Barbie) – Dua Lipa - "I'm Just Ken" (de Barbie) – Ryan Gosling - "Lift Me Up" (de Black Panther: Wakanda Forever) – Rihanna                         | Melhor Vídeo Musical - "I'm Only Sleeping" – The Beatles - "In Your Love" – Tyler Childers - "What Was I Made For?" – Billie Eilish - "Count Me Out" – Kendrick Lamar - "Rush" – Troye Sivan |
| Melhor Filme Musical - Moonage Daydream – David Bowie - How I'm Feeling Now – Lewis Capaldi - Live From Paris, The Big Steppers Tour – Kendrick Lamar - I Am Everything – Little Richard - Dear Mama – Tupac Shakur | |

### Embalagem, Encarte e Histórico
| Melhor Embalagem de Gravação - Stumpwork – Dry Cleaning - The Art of Forgetting – Caroline Rose - Cadenza 21' – Ensemble Cadenza 21' - Electrophonic Chronic – The Arcs - Gravity Falls – Brad Breeck - Migration – Leaf Yeh | Melhor Embalagem de Box ou Edição Especial Limitada - For The Birds: The Birdsong Project – Vários artistas - The Collected Works of Neutral Milk Hotel – Neutral Milk Hotel - Gieo – Ngọt - Inside: Deluxe Box Set – Bo Burnham - Words & Music, May 1965 – Deluxe Edition – Lou Reed |
| Melhor Encarte - Written in Their Soul: The Stax Songwriter Demos – Vários artistas - Evenings at The Village Gate: John Coltrane with Eric Dolphy (Live) – John Coltrane e Eric Dolphy - I Can Almost See Houston: The Complete Howdy Glenn – Howdy Glenn - Mogadishu's Finest: The Al Uruba Sessions – Iftin Band - Playing for the Man at the Door: Field Recordings from the Collection of Mack McCormick, 1958–1971 – Vários artistas | Melhor Álbum Histórico - Written in Their Soul: The Stax Songwriter Demos – Vários artistas - Fragments – Time Out of Mind Sessions (1996–1997): The Bootleg Series, Vol. 17 – Bob Dylan - The Moaninest Moan of Them All: The Jazz Saxophone of Loren McMurray, 1920–1922 – Vários artistas - Playing for the Man at the Door: Field Recordings from the Collection of Mack McCormick, 1958–1971 – Vários artistas - Words & Music, May 1965 – Deluxe Edition – Lou Reed |

### Produção, Engenharia, Composição e Arranjo
| Melhor Engenharia de Álbum, Não Clássico - Jaguar II – Victoria Monét - Desire, I Want to Turn Into You – Caroline Polachek - History – Bokanté - Multitudes – Feist - The Record – Boygenius | Melhor Engenharia de Álbum, Clássico - Contemporary American Composers – Riccardo Muti e Chicago Symphony Orchestra - The Blue Hour – Shara Nova e A Far Cry - Fandango – Gustavo Dudamel, Anne Akiko Meyers, Gustavo Castillo e Los Angeles Philharmonic - Sanlikol: A Gentleman of Istanbul – Symphony for Strings, Percussion, Piano, Oud, Ney & Tenor – Mehmet Ali Sanlıkol, George Lernis e A Far Cry - Tchaikovsky: Symphony No. 5 & Schulhoff: Five Pieces – Manfred Honeck e Pittsburgh Symphony Orchestra | |
| Produtor do Ano, Clássico - Elaine Martone - David Frost - Morten Lindberg - Dmitriy Lipay - Brian Pidgeon | Melhor Gravação Remixada - "Wagging Tongue" (Wet Leg Remix) – Depeche Mode (remixador: Wet Leg) - "Alien Love Call" – Turnstile e BadBadNotGood featuring Blood Orange (remixador: BadBadNotGood) - "New Gold" (Dom Dolla Remix) – Gorillaz featuring Tame Impala e Bootie Brown (remixador: Dom Dolla) - "Reviver" (Totally Enormous Extinct Dinosaurs Remix) – Lane 8 (remixador: Totally Enormous Extinct Dinosaurs) - "Workin' Hard" (Terry Hunter Remix) – Mariah Carey (remixador: Terry Hunter)             | |
| Melhor Álbum de Áudio Imersivo - The Diary of Alicia Keys – Alicia Keys - Act 3 (Immersive Edition) – Ryan Ulyate - Blue Clear Sky – George Strait - God of War Ragnarök (Original Soundtrack) – Bear McCreary - Silence Between Songs – Madison Beer                                                                                       | Melhor Composição Instrumental - "Helena's Theme" – John Williams - "Amerikkan Skin" – Lakecia Benjamin feat. Angela Davis - "Can You Hear The Music" – Ludwig Göransson - "Cutey And The Dragon" – Quartet San Francisco feat. Gordon Goodwin's Big Phat Band - "Motion" – Béla Fleck, Edgar Meyer e Kazir Hussain feat. Rakesh Chaurasia | |
| Melhor Arranjo, Instrumental ou A Capella - "Folsom Prison Blues" – The String Revolution featuring Tommy Emmanuel - "Angels We Have Heard On High" – Just 6 - "Can You Hear the Music" – Ludwig Göransson - "I Remember Mingus" – Hilario Durán e His Latin Jazz Big Band featuring Paquito D'Rivera - "Paint It Black" – Wednesday Addams | Melhor Arranjo, Instrumentos e Vocais - "In the Wee Small Hours of the Morning" – Säje Featuring Jacob Collier - "April in Paris" – Patti Austin featuring Gordon Goodwin's Big Phat Band - "Com Que Voz (Live)" – Maria Mendes featuring John Beasley & Metropole Orkest - "Fenestra" – Cécile McLorin Salvant - "Lush Life" – Samara Joy | Melhor Arranjo, Instrumentos e Vocais - "In the Wee Small Hours of the Morning" – Säje Featuring Jacob Collier - "April in Paris" – Patti Austin featuring Gordon Goodwin's Big Phat Band - "Com Que Voz (Live)" – Maria Mendes featuring John Beasley & Metropole Orkest - "Fenestra" – Cécile McLorin Salvant - "Lush Life" – Samara Joy |

### Música Clássica
| Melhor Performance Orquestrada - "Adès: Dante" – Gustavo Dudamel, maestro (Orquestra Filarmônica de Los Angeles) - "Bartók: Concerto For Orchestra; Four Pieces" – Karina Canellakis, maestrina (Orquestra Filarmônica de Rádio dos Países Baixos) - "Price: Symphony No. 4; Dawson: Negro Folk Symphony" – Yannick Nézet-Séguin, maestro (Orquestra de Filadélfia) - "Scriabin: Symphony No. 2; The Poem Of Ecstasy" – JoAnn Falletta, maestrina (Orquestra Filarmônica de Buffalo) - "Stravinsky: The Rite Of Spring" – Esa-Pekka Salonen, maestro (Orquestra Sinfônica de São Francisco) | Melhor Gravação de Ópera - "Blanchard: Champion" – Yannick Nézet-Séguin, maestro; Ryan Speedo Green, Latonia Moore & Eric Owens; David Frost, produtor (The Metropolitan Opera Orchestra, The Metropolitan Opera Chorus) - "Corigliano: The Lord Of Cries" – Gil Rose, maestro; Anthony Roth Costanzo, Kathryn Henry, Jarrett Ott & David Portillo; Gil Rose, produtor (Boston Modern Orchestra Project & Odyssey Opera Chorus) - "Little: Black Lodge" – Timur; Andrew McKenna Lee & David T. Little, produtores (The Dime Museum; Isaura String Quartet) |
| Melhor Performance de Coro | Melhor Performance de Música de Câmara/Pequeno Grupo |
| Melhor Solo Instrumental Clássico | Melhor Álbum Vocal Solo Clássico |
| Melhor Compêndio Clássico | Melhor Composição Clássica Contemporânea |